# Ácido naftaleno-2-sulfônico
Ácido naftaleno-2-sulfônico, ou ácido 2-naftaleno-sulfônico ou ácido beta-naftaleno-sulfônico é um composto químico orgânico, o derivado sulfonado do naftaleno, de fórmula C10H8O3S, possuindo massa molecular de 208,23. Apresenta ponto de fusão de 124 °C e densidade de 1,44 g/cm3. É classificado com o número CAS 120-18-3.
Existem bactérias capazes de utilizar esta substância como fonte de carbono, biodegradando-o, dos gêneros Arthrobacter e Comamonas.